# 蒙哥馬利鎮區 (印地安納州歐文縣)
蒙哥馬利鎮區（英語：Montgomery Township）是位於美國印地安納州歐文縣的一個行政鎮區。

## 地方資料
根據2010年美國人口普查的數據，蒙哥馬利鎮區的面積為61.00平方千米，當中陸地面積為60.80平方千米，而水域面積為0.20平方千米。當地共有人口1304人，而人口密度為每平方千米21.38人。